# Manom
Manom [manɔm] est une commune française située dans le département de la Moselle,  en Lorraine, dans la région administrative Grand Est.

## Géographie
Manom est limitrophe de Thionville, son chef-lieu d'arrondissement. La commune est bordée par la Moselle.

### Lieux-dits et écarts
- la Grange, qui comprend un château et une ferme, les maisons situées sur la route départementale et les maisons situées sur la rue de la Barrière.
- Maison-Rouge, situé sur la route de Luxembourg, entre la Grange et Hettange-Grande.
- Ferme-château Sainte-Marie.

### Hydrographie
La commune est située dans le bassin versant du Rhin au sein du bassin Rhin-Meuse. Elle est drainée par la Moselle, la Moselle canalisée, le ruisseau la Kiesel et le ruisseau de la Grange.
La Moselle, d’une longueur totale de 560 kilomètres, dont 315 kilomètres en France, prend sa source dans le massif des Vosges au col de Bussang et se jette dans le Rhin à Coblence en Allemagne.
La Moselle canalisée, d'une longueur totale de 135,2 km, prend sa source dans la commune de Pont-Saint-Vincent et se jette  dans la Moselle à Kœnigsmacker, après avoir traversé 61 communes.
Le ruisseau la Kiesel, d'une longueur totale de 18,7 km, prend sa source dans la commune de Kanfen et se jette  dans la Moselle à Cattenom, après avoir traversé cinq communes.

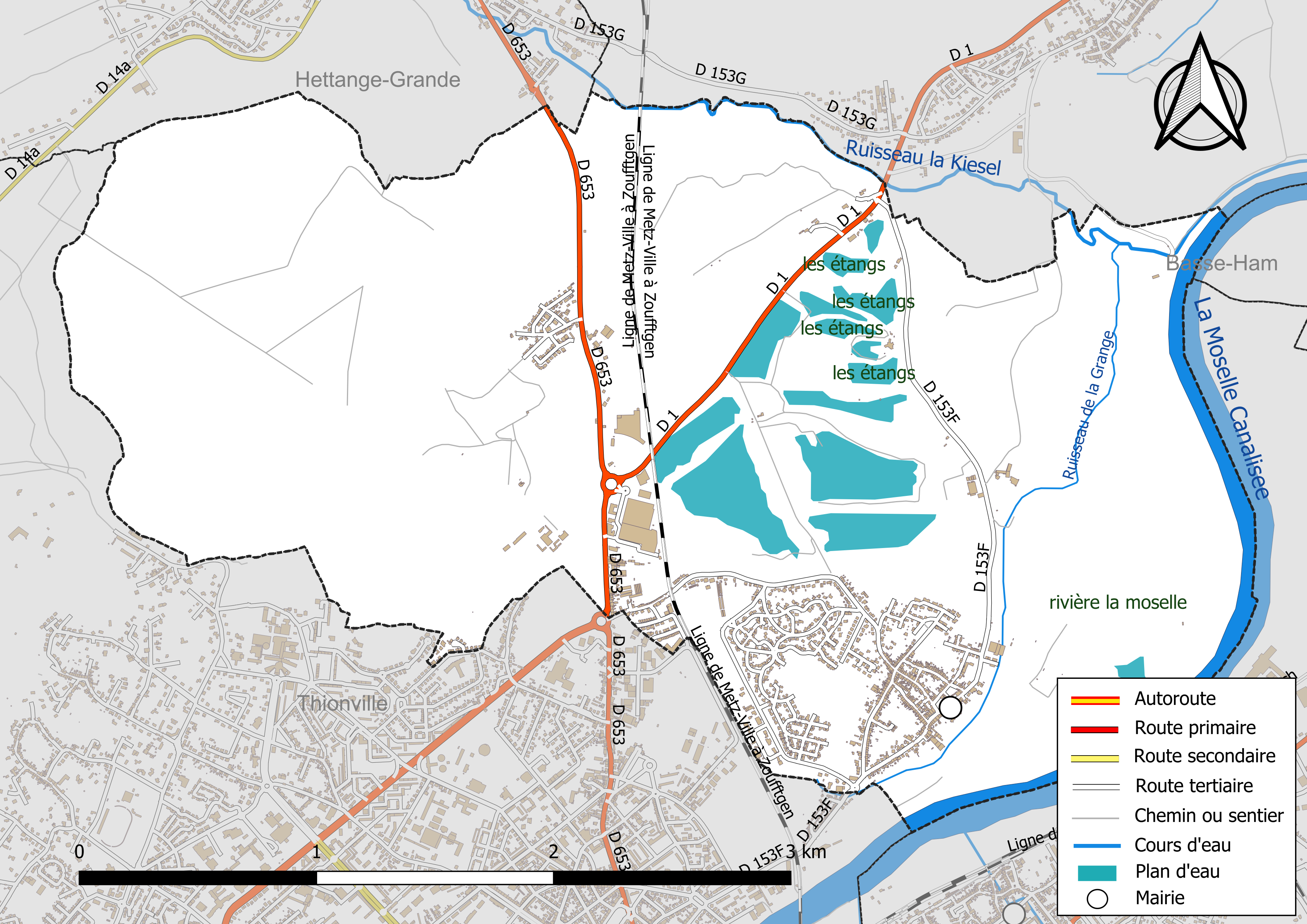
Réseaux hydrographique et routier de Manom.

La qualité des eaux des principaux cours d’eau de la commune, notamment de la Moselle, de la Moselle canalisée et du ruisseau la Kiesel, peut être consultée sur un site dédié géré par les agences de l’eau et l’Agence française pour la biodiversité. Ainsi en 2020, dernière année d'évaluation disponible en 2022, l'état écologique de la Moselle était jugé moyen (jaune).

### Climat
Pour des articles plus généraux, voir Climat du Grand Est et Climat de la Moselle.
En 2010, le climat de la commune est de type climat des marges montargnardes, selon une étude du Centre national de la recherche scientifique s'appuyant sur une série de données couvrant la période 1971-2000. En 2020, Météo-France publie une typologie des climats de la France métropolitaine dans laquelle la commune est exposée à un climat semi-continental et est dans la région climatique  Lorraine, plateau de Langres, Morvan, caractérisée par un hiver rude (1,5 °C), des vents modérés et des brouillards fréquents en automne et hiver. 
Pour la période 1971-2000, la température annuelle moyenne est de 9,7 °C, avec une amplitude thermique annuelle de 16,7 °C. Le cumul annuel moyen de précipitations est de 816 mm, avec 12,7 jours de précipitations en janvier et 8,8 jours en juillet. Pour la période 1991-2020, la température moyenne annuelle observée sur la station météorologique de Météo-France la plus proche, « Malancourt », sur la commune d'Amnéville à 13 km à vol d'oiseau, est de 10,2 °C et le cumul annuel moyen de précipitations est de 884,1 mm. 
La température maximale relevée sur cette station est de 39,3 °C, atteinte le 25 juillet 2019 ; la température minimale est de −17,9 °C, atteinte le 5 janvier 1985,,. 
Les paramètres climatiques de la commune ont été estimés pour le milieu du siècle (2041-2070) selon différents scénarios d'émission de gaz à effet de serre à partir des nouvelles projections climatiques de référence DRIAS-2020. Ils sont consultables sur un site dédié publié par Météo-France en novembre 2022.

## Urbanisme

### Typologie
Au 1er janvier 2024, Manom est catégorisée ceinture urbaine, selon la nouvelle grille communale de densité à sept niveaux définie par l'Insee en 2022.
Elle appartient à l'unité urbaine de Thionville, une agglomération intra-départementale regroupant douze  communes, dont elle est une commune de la banlieue,,. Par ailleurs la commune fait partie de l'aire d'attraction de Luxembourg (partie française), dont elle est une commune de la couronne,. Cette aire, qui regroupe 115 communes, est catégorisée dans les aires de 700 000 habitants ou plus (hors Paris),.

### Occupation des sols
L'occupation des sols de la commune, telle qu'elle ressort de la base de données européenne d’occupation biophysique des sols Corine Land Cover (CLC), est marquée par l'importance des territoires agricoles (47,3 % en 2018), en augmentation par rapport à 1990 (43,2 %). La répartition détaillée en 2018 est la suivante : 
forêts (31,1 %), terres arables (29,5 %), prairies (11,9 %), zones urbanisées (11,5 %), eaux continentales (7,7 %), zones agricoles hétérogènes (5,9 %), espaces verts artificialisés, non agricoles (2,5 %). L'évolution de l’occupation des sols de la commune et de ses infrastructures peut être observée sur les différentes représentations cartographiques du territoire : la carte de Cassini (XVIIIe siècle), la carte d'état-major (1820-1866) et les cartes ou photos aériennes de l'IGN pour la période actuelle (1950 à aujourd'hui).

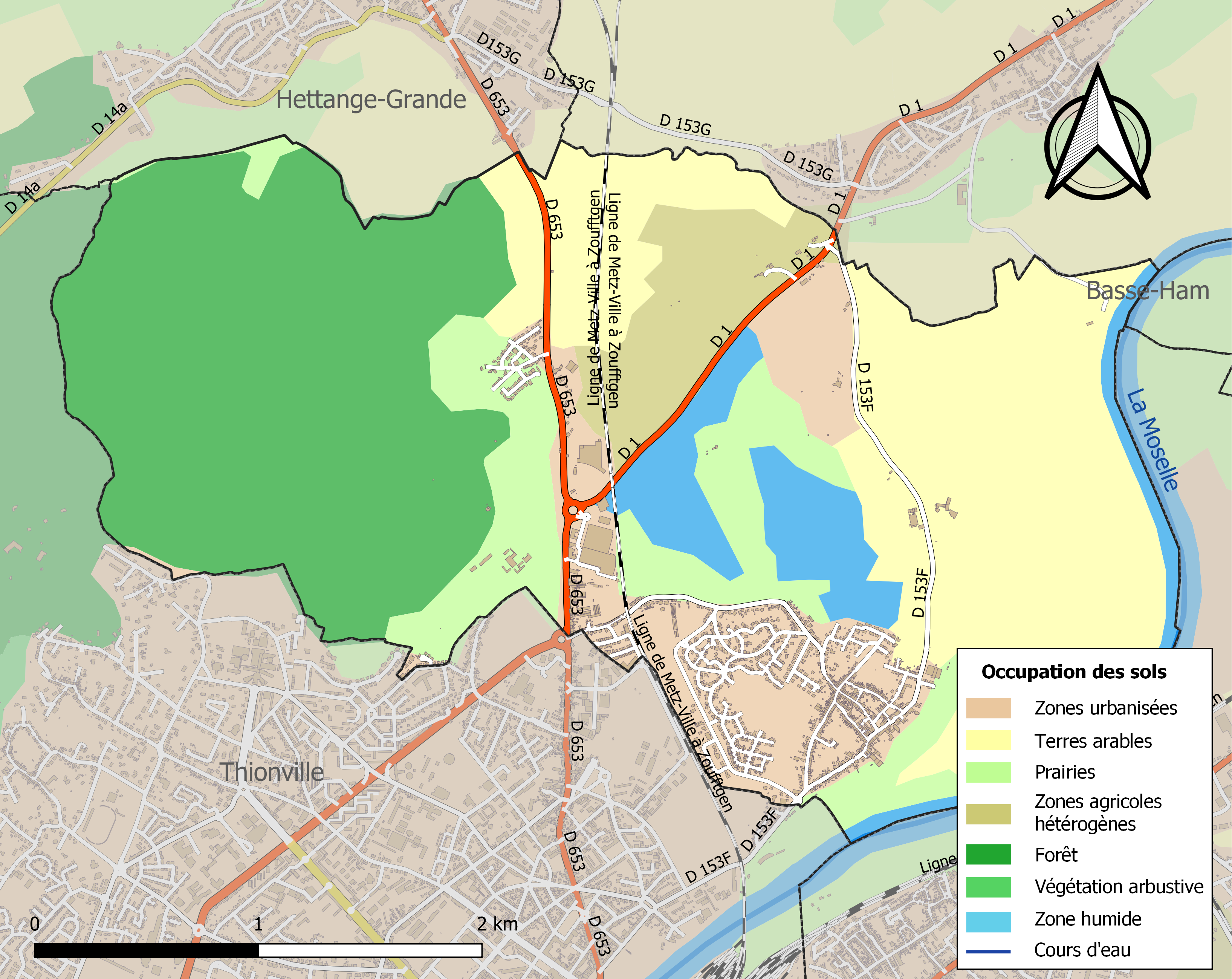
Carte des infrastructures et de l'occupation des sols de la commune en 2018 (CLC).

## Toponymie

### Manom
Ancien noms,: Monheim en 1050, Munchem en 1270, Monheim en 1290 Monheim proche Thionville en 1290, Munheim au XIIIe siècle, Manhefen en 1341, Monehem et Monhem au XIVe siècle, Monheim en 1448, Moenhem en 1473, Moenheym en 1501, Manhem en 1525, Monhem en 1537, Monchem, Monchen et Mounhoffen en 1544, Monhoven en 1572, Manome en 1582, Manhovven au XVIIe siècle, Manhoffen en 1606, Manome en 1676, Monem et Monom en 1681, Monhoffen au XVIIIe siècle, Manum en 1706, Manom en 1793.
- En francique lorrain : Munnowen[19] et Munnuewen dans les villages situés plus au nord de Thionville[18].
- En luxembourgeois : Munhowen (qu'on trouve comme nom de famille, notamment au Grand-Duché de Luxembourg).
- En allemand : Munhoven[17], Monhofen (1871-1918).

### la Grange
Anciens noms : Scheuren en 1340, la Grange-es-Luxembourk en 1350, Schuren en 1382, Schure en 1388, Schuren en 1440, Grangia en 1453, Schueren en 1459, Scheuwren en 1466, Schüren en 1581, Scheueren en 1589, Scheu-Ren en 1592, Scheuren en 1621, Scheuern, Scheueren et Scheuren au XVIIe siècle.

La forme française La Grange ou Lagrange apparaît à partir du XVe siècle.

À la suite de l'annexion, le hameau retrouve son nom germanique de Scheuern qu'il reperd en 1918.

Le toponyme Scheuern vient de l'allemand Scheuer (la grange). La forme du moyen-haut-allemand Schiure et celle du vieux-haut-allemand Sciura expliquent bien les anciennes formes du Moyen Âge.
- En francique lorrain : Schaier[20] et Schaiern.

### Maison-Rouge
- En francique lorrain : de Rouden Haff, de Roothaff[20], Um Bierg[20].
- En allemand : Rothaus ou Rothof[20].

## Histoire

### Archéologie
- Vestiges de faune périglaciaire contemporaine de l'homme du Paléolithique (molaire et fragment de défense de Mammuthus Primigenius, prémolaire de Caelodonta Antiquitatis).
- Paléosol du Néolithique ancien danubien avec herminette en pierre polie.
- Gisement du Néolithique ancien (dominant) avec céramique rubanée, outils en silex taillé, fragment de meule.
- Paléosol de l'âge du Bronze, foyer d'essartage, fosse et trous de poteaux (structure du Bronze final 1 A), épingle en bronze...
- Chemin protohistorique.
- Céramiques des deux âges du fer. Sépultures laténiennes avec fer de lance.
- Urnes cinéraires de période indéterminée.
- Sépultures mérovingiennes.

### Histoire récente
Jusqu'en 1659 (Traité des Pyrénées), le village dépendait du duché de Luxembourg (souvent qualifié de « province » au sein des Pays-Bas espagnols) et faisait partie de la seigneurie de Meilbourg.
Le château de la Grange fut le siège d'une seigneurie luxembourgeoise : la seigneurie de la Grange encore appelée seigneurie de Manom. Celle-ci comprenait la cense de Weltershof ou Schauwenburg, actuellement incluse dans la commune de Hettange-Grande, une partie du village de Manom, le château et la ferme de la Grange, une partie du village de Garche ainsi que la cense de Freihof à Elange.

La seigneurie de la Grange apparaît à l'origine partie intégrante de la seigneurie de Meilbourg et restera longtemps e à celle-ci. Ce n'est qu'en 1467 qu'elle deviendra une seigneurie à part entière du Duché de Luxembourg. Le premier seigneur de la Grange connu est Guillaume de Scura dit Von Schure ou Scheure, cité en 1106. Le nom de la Grange apparaît à cette époque sous sa forme germanique ancienne Scura ou encore Scuria/Schure.
Au lieu-dit Maison-Rouge, dans la nuit de 17 au 18 février 1814, un détachement de la garnisson de Metz alla surprendre un poste de cosaques. Huit hommes et l'officier qui commandaient le poste furent sabrés. Sept autres furent ramenés prisonniers.

## Politique et administration

### Liste des maires
| Période                                  | Période        | Identité                    | Étiquette | Qualité                                                                                         |
| ---------------------------------------- | -------------- | --------------------------- | --------- | ----------------------------------------------------------------------------------------------- |
| Les données manquantes sont à compléter. |                |                             |           |                                                                                                 |
| novembre 1919                            | septembre 1926 | Jean de Bertier de Sauvigny | URL       | Ancien officier Sénateur de la Meuse (1922-1926) Conseiller général du canton d'Yutz (1919-1926 |
| 193*                                     | mars 1945      | François Captien            |           |                                                                                                 |
| 1945                                     | mars 1989      | Sylvie de Selancy           | UDF-CDS   |                                                                                                 |
| mars 1989                                | mars 2008      | Gilles Kuntz                |           |                                                                                                 |
| mars 2008                                | mai 2020       | Jean Klop                   | DVD       | Enseignant                                                                                      |
| mai 2020                                 | En cours       | Marie-Laurence Herfeld      |           |                                                                                                 |

### Jumelages
La commune de Manom est jumelée avec :
- Dudelange (Luxembourg) ;
- Lauenburg/Elbe (Allemagne) ;
- Lębork (Pologne).

## Démographie
L'évolution du nombre d'habitants est connue à travers les recensements de la population effectués dans la commune depuis 1793. Pour les communes de moins de 10 000 habitants, une enquête de recensement portant sur toute la population est réalisée tous les cinq ans, les populations de référence des années intermédiaires étant quant à elles estimées par interpolation ou extrapolation. Pour la commune, le premier recensement exhaustif entrant dans le cadre du nouveau dispositif a été réalisé en 2007.

En 2022, la commune comptait 3 074 habitants, en évolution de +11,5 % par rapport à 2016 (Moselle : +0,52 %, France hors Mayotte : +2,11 %).
| 1793 | 1800 | 1806 | 1821 | 1836 | 1841 | 1861 | 1866 | 1871  |
| ---- | ---- | ---- | ---- | ---- | ---- | ---- | ---- | ----- |
| 581  | 599  | 635  | 713  | 885  | 848  | 893  | 903  | 1 051 |

| 1875 | 1880 | 1885 | 1890 | 1895  | 1900  | 1905  | 1910  | 1921  |
| ---- | ---- | ---- | ---- | ----- | ----- | ----- | ----- | ----- |
| 879  | 874  | 904  | 947  | 1 033 | 1 118 | 1 298 | 1 401 | 1 390 |

| 1926  | 1931  | 1936  | 1946  | 1954  | 1962  | 1968  | 1975  | 1982  |
| ----- | ----- | ----- | ----- | ----- | ----- | ----- | ----- | ----- |
| 1 524 | 1 587 | 1 683 | 1 584 | 1 695 | 2 062 | 2 054 | 2 065 | 1 806 |

| 1990  | 1999  | 2006  | 2007  | 2012  | 2017  | 2022  | - | - |
| ----- | ----- | ----- | ----- | ----- | ----- | ----- | - | - |
| 2 624 | 2 721 | 2 641 | 2 630 | 2 594 | 2 872 | 3 074 | - | - |

On constate une baisse de la population depuis le début des années 2000.

## Vie locale

### Santé
La commune a une pharmacie. Il y a deux médecins, deux kinésithérapeutes, un ergothérapeute, un diététicien, un dentiste et trois infirmières.[réf. nécessaire]

### Sport
Manom dispose de plusieurs clubs sportifs (football, tennis, gymnastique, aïkido, équitation, danse de salon...). Il y a aussi une salle de fitness et 2 Gymnases.Un boulodrome pour la pétanque.

### Culte
La ville dispose de l'église de l'Assomption, rattachée au diocèse de Metz.

### Enseignement
Les élèves de Manom relèvent de l'académie de Nancy-Metz, qui fait partie de la zone B.
La commune administre le groupe scolaire Moselly, composé d'une école maternelle et d'une école élémentaire. Une fois leur primaire terminée, les élèves de la commune se rendent, pour la plupart, au collège public Charlemagne à Thionville ou à d'autres collèges mais privés (comme Notre-Dame de la Providence ou bien Saint-pierre Chanel), les lycées les plus proches se situent aussi à Thionville.

## Culture locale et patrimoine

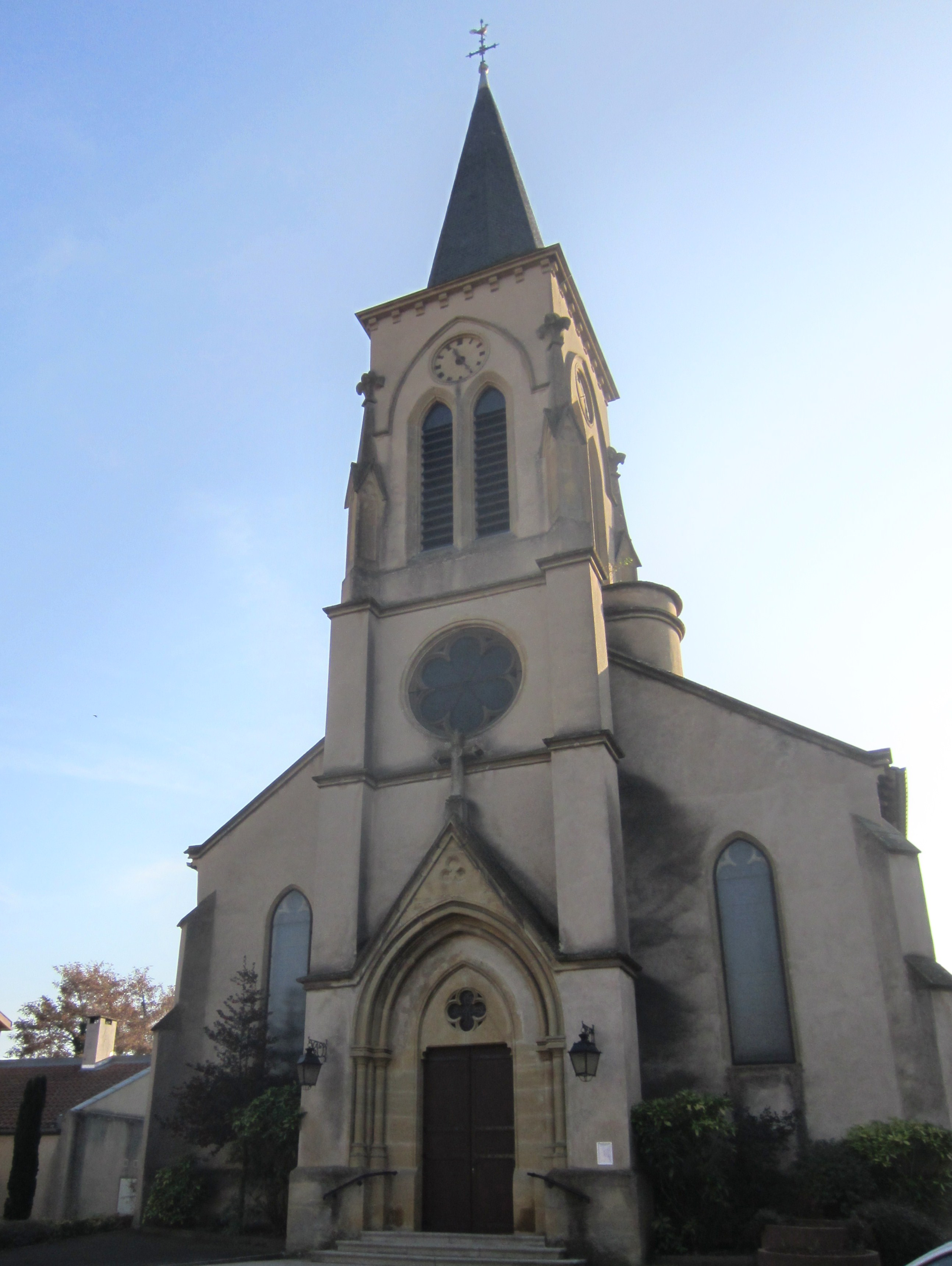
Église paroissiale de l'Assomption.

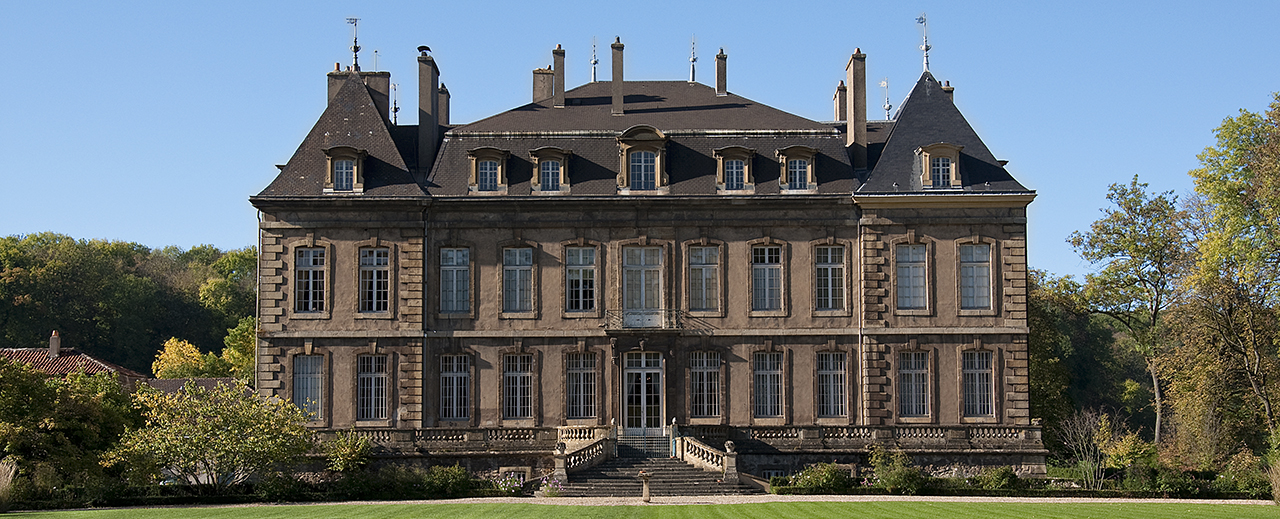
Le château de La Grange.

### Lieux et monuments

#### Édifices civils
- Le passage d’une voie romaine ;
- Les traces d’un aqueduc dans le bois de la Grange ;
- Le château de La Grange dont la façade et la toiture du pigeonnier sont inscrites et le château proprement dit classé au titre des monuments historiques par arrêté du 28 février 1984[25] ;
- Le Jardin des Prairiales qui entoure le château de La Grange, inauguré en 2009 ;
- Le château Sainte-Marie : du château primitif construit au XVIIe siècle ne subsiste que le pigeonnier ; le corps de logis et les parties agricoles sont reconstruites au milieu du XIXe siècle ; laissés à l’abandon depuis le milieu du XXe siècle, tous les bâtiments sont aujourd’hui en ruines ;
- Étang Sylvie, au lieu-dit Sainte-Marie ;
- Le Mausolée au bois de Manom ;
- La brasserie Saint-François, puis de la Grange ; établie en 1772 ; subsistent de cette époque le logement patronal, qui semble avoir succédé à un relais de poste, et l'entrepôt séchoir à houblon. Considérablement augmentée dans la 2e moitié du XIXe siècle par adjonction de trois cheminées d’usine en brique (détruites), d'une chaufferie et d'ateliers de fabrication (vestiges). L'usine est désaffectée depuis 1928. Un monte-charge (disparu) acheminait les fûts de bière depuis l’atelier de fabrication jusqu’aux caves (comblées en partie). Il existait une glacière sous l'atelier de fabrication.

#### Édifices religieux
- église paroissiale de l'Assomption construite au XVe siècle dont il subsiste le chœur, la chapelle nord et l'ossuaire. Nef agrandie en 1752. Nef et transept reconstruits en 1868, néo-gothique : Vierge à l'Enfant XVIe siècle, confessionnaux XVIIe siècle.
- ancien ossuaire, 4e quart XVIIe siècle inscrit au titre des monuments historiques par arrêté du 25 novembre 1987[26].

### Personnalités liées à la commune
- Jean de Bertier de Sauvigny (1877-1926), militaire, maire de Manom élu en 1919 puis Sénateur en 1922. Sa fille, la comtesse Sylvie de Bertier sera élue maire de Manom en 1945 à l'âge de 25 ans, c'est la plus jeune maire de France et l'une des premières femmes à occuper ce poste.

### Héraldique
| Blason de Manom | Blason  | Parti : au 1er d'azur à trois fasces d'or, au 2e d'azur au lion d'argent |
| Blason de Manom | Détails |                                                                          |

## Pour approfondir